# Ableptina nubifera
Ableptina nubifera är en fjärilsart som beskrevs av George Francis Hampson. Ableptina nubifera ingår i släktet Ableptina och familjen nattflyn. Inga underarter finns listade i Catalogue of Life.